# کیسوکه تانابه
کیسوکه تانابه (انگلیسی: Keisuke Tanabe؛ زادهٔ ۲۹ مارس ۱۹۹۲) بازیکن فوتبال اهل ژاپن است.